# 小鍵琴
小鍵琴（義大利語：clavicordo），也称擊弦鍵琴或翼琴，是早期鍵盤樂器的一種, 14世紀初便已出現。曾經盛行於歐洲（尤其德國北部、中部）的鍵盤樂器、擊弦樂器, 音色貼近結他。霍恩博斯特爾-薩克斯分類法(H-S 分類)屬於314.122-4-8; 即是由鍵盤通過擊打琴弦切線的弦鳴樂器。
现代钢琴发明以前，与“大键琴”（拨弦键琴）同是欧洲音乐生活中普遍使用的键盘类乐器。小鍵琴主要流行在中世紀的晚期, 文藝復興時期, 巴洛克時期以及古典時期。以往它主要用作練習樂器和作曲的輔助, 而不是作公開表演。由於古鋼琴的出現, 到了18世紀末, 大鍵琴逐漸式微。反而, 小鍵琴卻普遍的成為了個人的樂器, 此現象一直持續到19世紀; 尤其是活躍在北歐國家的地區。丹麥浪漫作曲家卡爾·尼爾森, 甚至在當時, 都用過小鍵琴來作曲。
古典時期音樂家莫札特的小鍵琴, 由胡桃木製成, 該琴擁有5個8度音階。莫扎特並不會利用他自己的小鍵琴作公開演奏, 而是平時主要用它在家裡練習和作曲。根據他的妻子康斯坦茲·莫扎特貼在小鍵琴上的手寫小筆記證明, 莫扎特的確僅僅用了五個月的時間, 利用他的私人小鍵琴這件樂器, 完成了他最後的作品, 如《魔笛》、《狄托的仁慈》以及安魂曲等。另外，小鍵琴亦是巴洛克時期音樂家約翰·塞巴斯蒂安·巴哈最喜歡的樂器，程度更遠高於他自己的大鍵琴。不論他用來練習或者模仿使用，巴哈都認為，小鍵琴是他學習音樂和透過音樂來表達他最細緻感情的最佳樂器。

## 名稱由來
小鍵琴的英文 clavichord 的 clavi 和 chord 其實是來自於拉丁文單詞 clavis，意思是“琴鍵”（與更常見的 clavus 相關，意思是金屬平釘，桿等）和 chorda（來自希臘語: χορδή），意思是弦樂，特別用來指樂器。在其他歐洲語言中都使用了類似的名稱（義大利語：clavicordio，clavicordo; 法語: clavicorde; 德語: Klavichord; 拉丁語：clavicordium; 葡萄牙語：clavicórdio; 西班牙語：clavicordio）。許多語言的另一個名稱來自拉丁語 manus，意思是指“手”（義大利語：manicordo; 法語: manicorde，manicordion; 西班牙語：manicordio，manucordio）。其他名稱指的是單弦式性質（義大利語：monacordo 或 monocordo; 西班牙語：monacordio）的擊打獨立琴弦的小鍵琴。意大利語也使用了 sordino，通常都是指安靜的聲音（sordino 通常指靜音)。

## 歷史

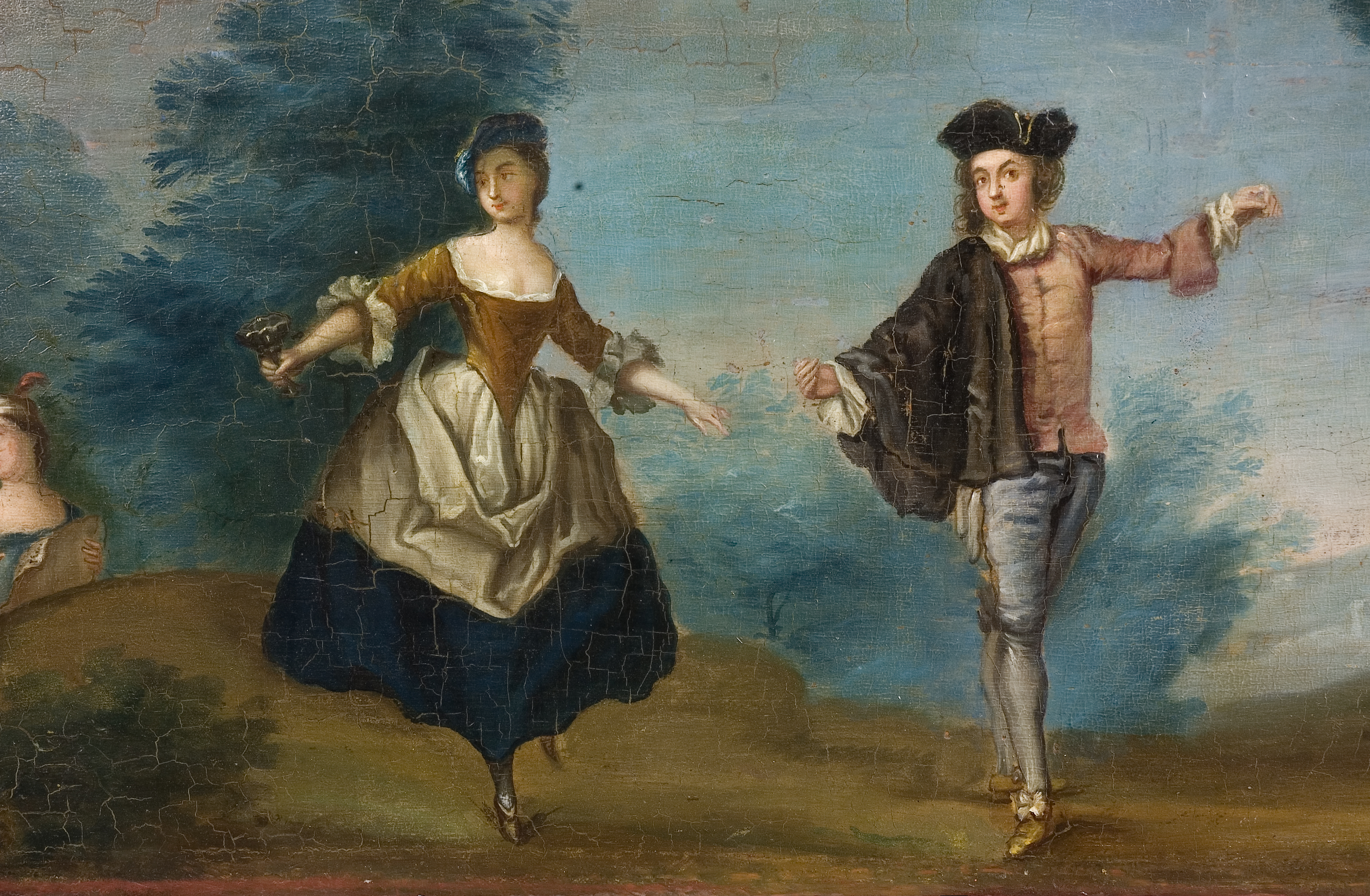
在德國德累斯頓出生的菲利普·雅各·斯帕肯 (Philip Jacob Specken 1680/90 - 1762), 是當時瑞典著名的小鍵琴製造商。圖中是其中一部由他製造的小鍵琴; 外殼繪畫上裝飾的圖畫。該部小鍵琴現存放在瑞典斯德哥爾摩的表演藝術博物館內

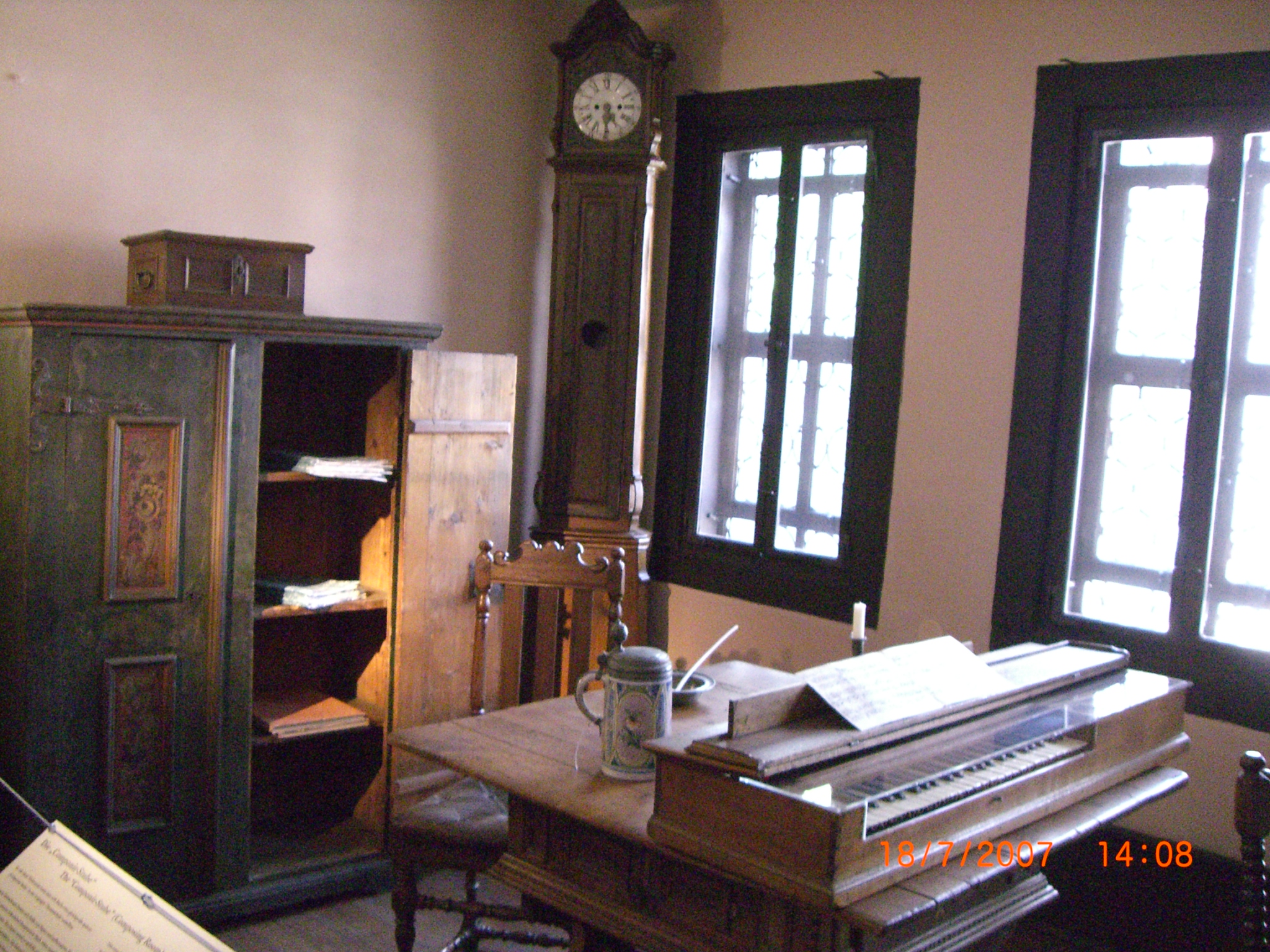
巴赫之家所展出的音樂家約翰·塞巴斯蒂安·巴哈的私人小鍵琴（圖中右下方)

小鍵琴是最古老的鍵盤樂器之一, 大約在15世紀初出現。它是從12世紀透過單絃琴 (monochord)慢慢發展至多絃琴 (polychord with bridge)而成。亦即是說，小鍵琴就是將多絃琴加上鍵盤而演變成的。

### 14世紀－19世紀
"Clavichord"一詞最早出現在Eberhard Cers ne作於1404年的一首名為《Der Minne regal戀詩歌手的規則》的詩歌之中。
在英格蘭，最早提到小鍵琴之一的地方；出現在亨利七世的妻子約克的伊麗莎白女王的私人開支中。當中在1502年8月的一篇文章中提到：
（英文）
【Item. The same day, Hugh Denys for money by him delivered to a stranger that gave the queen a payre of clavycordes. In crowns form his reward iiii libres.】
而關於小鍵琴的最早圖畫，據說是在那不勒斯的創作的一幅壁畫之中，當時大約為1435年。大約在1440年，阿勞特的手稿及德國音樂家菲爾東的論著《音樂精義》裏，有小鍵琴結構圖示和說明。現存的最早的小鍵琴製造於1537年，現放存在紐約大都會博物館內；而另一個小鍵琴則是在1543年，由多美尼科製造。現放存在萊比錫、卡爾·馬克思大學的樂器博物館之內。在流行使用風琴的時代；風琴師一般都是使用踏板大鍵琴 (英：pedal harpsichord) 和踏板小鍵琴 (英：pedal clavichord) 作為練習的樂器。
最早的小鍵琴於1404年便已經出現。現今所保存的最早製造的小鍵琴，是由 Domenico da Pesaro (1533-1575) 於1543年製造。1601年1月24日, 意大利耶穌會傳教士利瑪竇（Matteo Ricci）去到北京, 帶著他多年積累的禮物向萬曆皇帝獻禮。這些禮物包括機械鐘錶, 宗教物品和小鍵琴這種樂器。利瑪竇的同工龐迪我 (Diego de Pantoja 1571-1618) 曾經亦跟隨利瑪竇去到當時的大明, 教導明神宗彈奏小鍵琴。
最初期的小鍵琴, 只是使用一根或兩根琴絃。當鍵琴的切槌敲在琴絃上，依振動的長短而形成高低音。這種小鍵琴也被稱為琴格小鍵琴 (英：fretted clavichord)。由於兩個或四個一組相鄰的音；通常共同敲打在一個琴絃上，因此鄰近幾個的音，就無法同時彈奏了。18世紀早期所製造的小鍵琴，通常都是琴格小鍵琴。後來；由於技術不斷進步，小鍵琴發展到每個音都擁有自己的琴絃，稱為無琴格的小鍵琴 (英：unfretted clavichord)。15世紀初小鍵琴都是始於4個8度音階範圍，但到18世紀就增加到5個8度或更高的音階。到了16世紀至18世紀，小鍵琴在歐洲才慢慢地普及起來。其主要盛行在德語的國家，斯堪的納維亞半島以及伊比利亞半島。由於鍵盤樂器演奏漸漸被古鋼琴及現代鋼琴所取代，到了1850年之後，小鍵琴才幾乎被人完全遺忘。

### 20世紀－現在
小鍵琴到了今天主要由文藝復興，巴洛克和古典音樂愛好者演奏。時至今日，小鍵琴在各地有不斷復興之勢, 除了吸引了不少對西洋古樂研究者的興趣和高度關注之外, 它們還吸引了許多感興趣的買家，並在全球各地大量翻新和製造。現在，全世界各地也成立了許多小鍵琴協會。而在過去，已有大約400多種有關小鍵琴樂器的錄音問世。20世紀最著名的小鍵琴音樂家，當數克利斯朵夫·霍格伍德 (Christopher Hogwood, 1941-2014), 1992年他成為了英國倫敦皇家音樂學院古樂教授；此外，還有來自英國倫敦國王學院的音樂教授瑟斯頓·達特 (Thurston Dart, 1921-1971)。

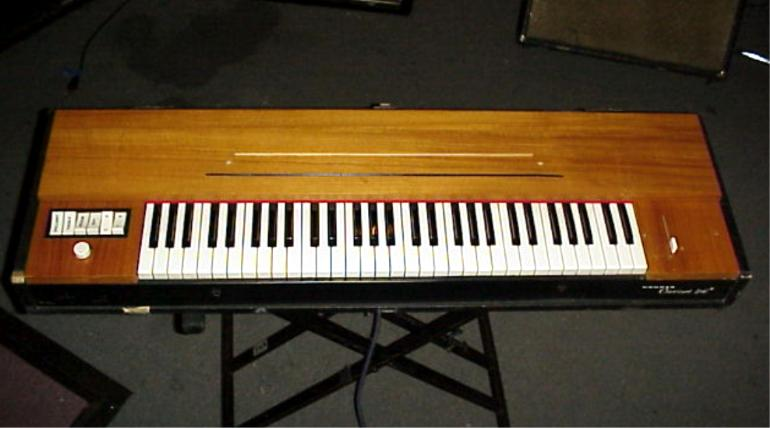
電子小鍵琴的外型

小鍵琴也以其他類型的音樂而受到關注，其形式為電子小鍵琴(clavinet)，它使用磁性拾音器來產生及放大信號。史提夫·汪達（Stevie Wonder）在他的許多歌曲中都使用了電子小鍵琴，例如“Superstition”和“Higher Ground”。電子小鍵琴通過具有吉他踏板效果的樂器放大器來演奏，這通常與20世紀70年代的放克迪斯科搖滾舞曲相關聯。盖伊·西格斯沃思（Guy Sigsworth）在碧玉（Björk）的現代舞台上演奏了小鍵琴，特別是在“All Is Full of Love”的錄音室的錄音中。碧玉還在她2007年專輯“Volta”的歌曲“My Juvenile”中大量使用甚至演奏這種特有的樂器。多莉·艾莫絲（Tori Amos）在她的專輯“Boys for Pele”中的“Little Amsterdam”以及在2007年專輯“American Doll Posse”中的歌曲“Smokey Joe”也使用小鍵琴這種樂器。 多莉·艾莫絲還在她2004年錄製的“Not David Bowie”中使用了電子小鍵琴，這是她2006年的“A Piano：The Collection”套裝的一部分。1976年，奧斯卡·彼得森（Oscar Peterson 1925-2007）在小鍵琴上演奏波吉和貝絲（Porgy And Bess）的歌曲。凱斯·傑瑞（Keith Jarrett）還錄製了一張名為“Book of Ways”(1986) 的專輯，其中他演奏了一系列的小鍵琴的即興創作。披頭士樂隊的“For No One”(1966) 以保羅·麥卡特尼演奏小鍵琴為特色。而里克·威克曼（Rick Wakeman）在“地球中心之旅”（Journey to the Earth of the Earth）專輯中的“戰鬥”（The Battle）中亦用了電子小鍵琴來演奏。

## 小鍵琴結構

### 鍵琴外形

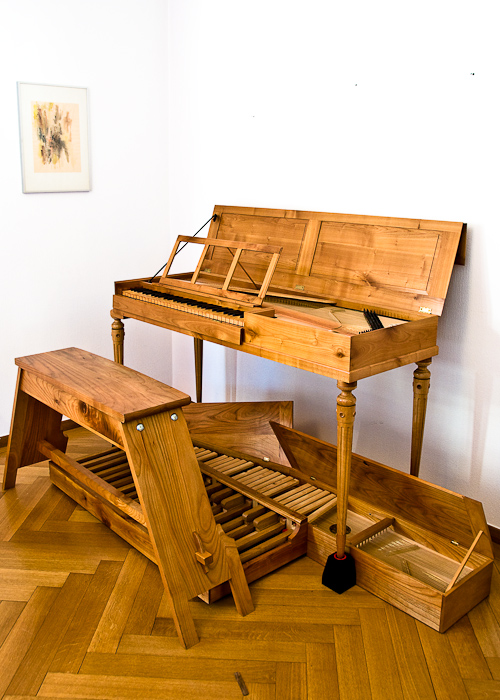
一部由 Benedikt Claas 於2005年所製造的腳踏式小鍵琴

小鍵琴的好處是盒狀、琴身體積細小，對必須經常前往不同的地方演出的演奏者來說，攜帶和修理都很方便。小鍵琴的一般外形是一個帶有鍵盤的長方形盒子，底部由四隻腳撐起來。但有些是沒有腳的，可以放在桌上彈奏。 雖然小鍵琴通常是單排鍵盤的手動樂器，但也有踏板式的小鍵琴 (pedal clavichord)，以提供多個鍵盤來彈奏。由於踏板式小鍵琴增加了一個踏板琴弦，即是其中多了一個用於低音的踏板鍵盤，因而變相也可以提供個人用來當作練習風琴了。
關於腳踏式的小鍵琴(見右上第一幅圖)，一位荷蘭學者斯佩爾斯特拉·喬爾 (Speerstra Joel) 在2004年提出了一個有趣的案例, 即巴哈的“8小前奏曲和賦格曲”, 現在被認為是偽作, 實際上可能是真的。鍵盤樂器的作曲似乎不適合管風琴，但斯佩爾斯特拉·喬爾卻認為它們在踏板式的小鍵琴上是慣用的。正如斯佩爾斯特拉·喬爾和彼得·威廉斯 (Peter Williams) 在2003年的時候也指出的那樣，巴哈的6個管風琴奏鳴曲之三重奏（BWV 525-530）的鍵盤部分的音域很少低於高音C調，因此演奏者可以在一個手動的踏板小鍵琴上演奏，將左手向下移動8度，而這個做法亦是18世紀的演奏習慣。

### 基礎結構

小鍵琴內的機械結構示意圖: A/B.鍵 1A/1B.切線 2A/2B.鍵槓桿 3.琴弦 4.音板 5.橋銷 6.阻尼氈

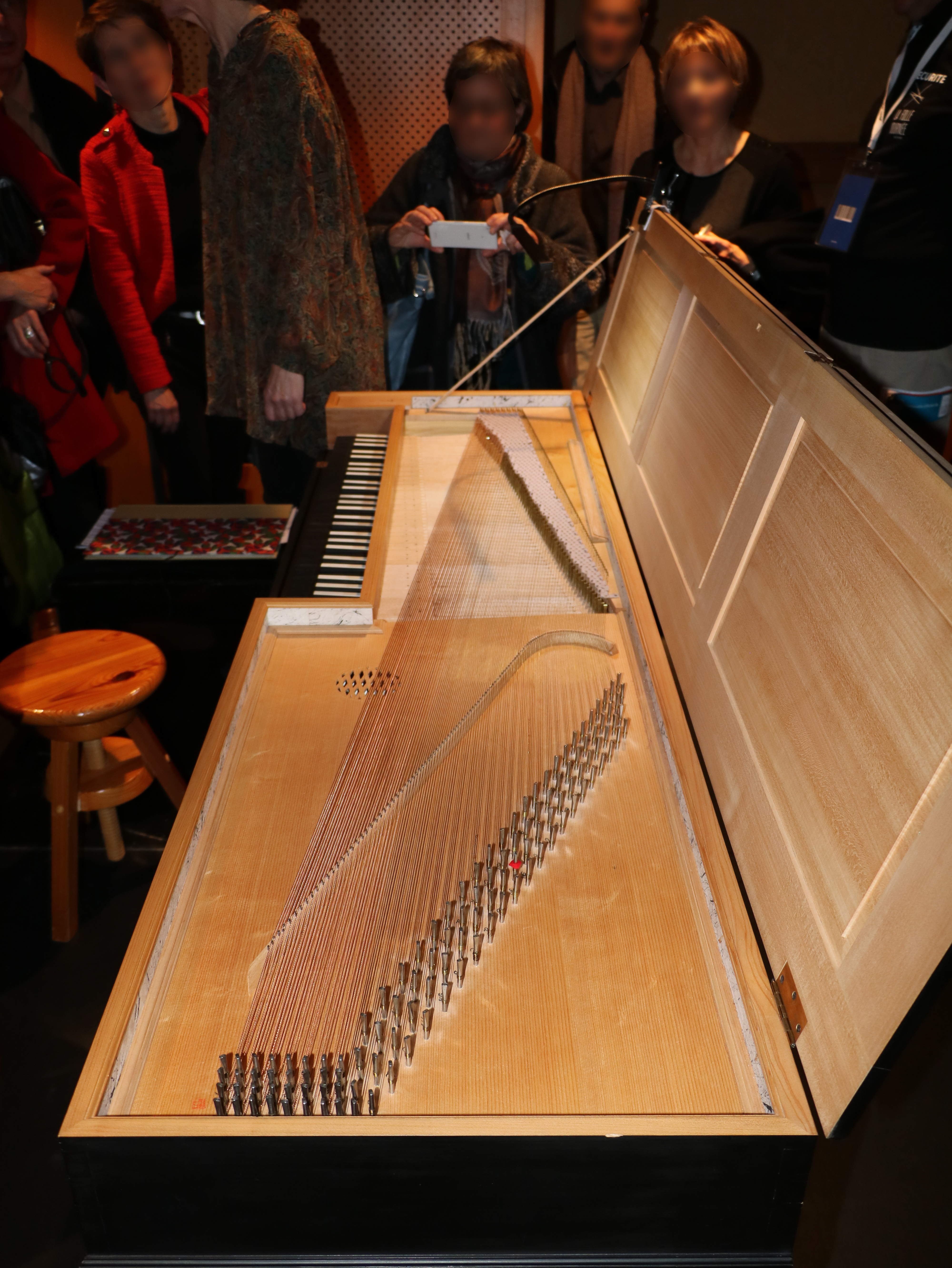
小鍵琴的琴弦、彎曲的木橋、音板、阻尼氈等清晰可見

小鍵琴是根據測弦器的原理發展而成的。其發聲的結構主要由琴碼、弦軸、琴弦、齒軌、楔槌、全弦固定製音結、銷釘、琴鍵、平衡軌等部分組成。其中，全弦固定製音結是小鍵琴的製音裝置。這種製音結是用布條編織並固定在每一根琴弦上。由於製音結的作用，使得小鍵琴無論怎樣擊弦，琴弦都不是全段都發音的。小鍵琴內部將一組琴弦用琴馬橫拉於共鳴箱上，琴身的左下側裝有一套鍵盤，鍵盤通過一組機械裝置連接一組裝有金屬頭的鍵子。

#### 比較圖表
小鍵琴的基礎結構分為有琴格和無琴格的兩種結構。它們彼此都各有優缺點(見下表)。
|                           |                    | 兩種不同琴弦結構的優點與缺點:                                                                | 兩種不同琴弦結構的優點與缺點: |
| 優點                      | 缺點               |                                                                                              | |
| ------------------------- | ------------------ | -------------------------------------------------------------------------------------------- | --- |
| 小鍵琴的琴弦結構主要分為: | 有琴格 (Fretted)   | 1.) 相對容易調音 2.) 音量更大 3.) 聲音更清晰, 更直接                                         | 1.) 在不彎曲切線的情況之下不能重新調節音律 2.) 並且演奏時經常要改進觸感，因為每個音在快速連續敲打後需要略微分開；以避免產生令人不快的消音，這也甚至可能會擾亂連音線 |
| 小鍵琴的琴弦結構主要分為: | 無琴格 (Unfretted) | 1.) 音域更廣 2.) 可以完全按照樂譜來彈奏而不用擔心有不好的音符出現 3.) 聲音更甜美，音調更平和 | 1.) 音量較小 2.) 需要調節更多弦線的音律, 比較麻煩 |

### 聲音效果

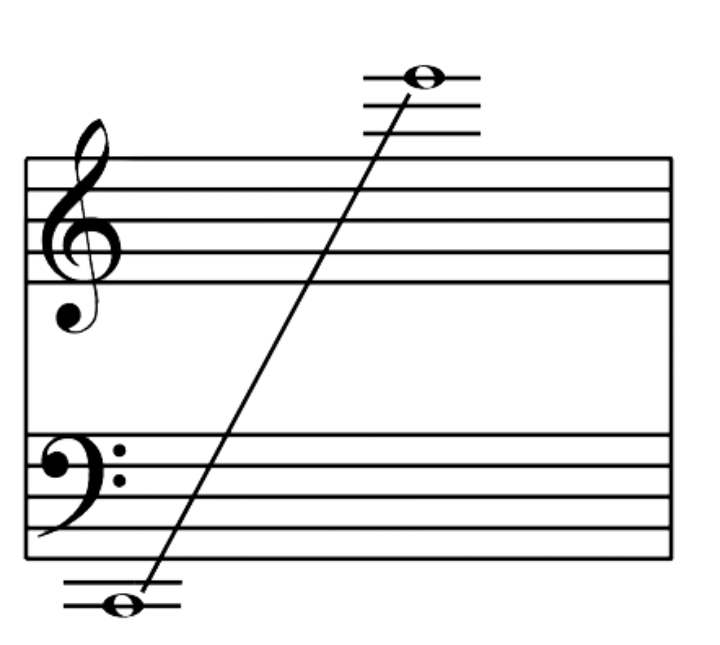
小鍵琴的音域

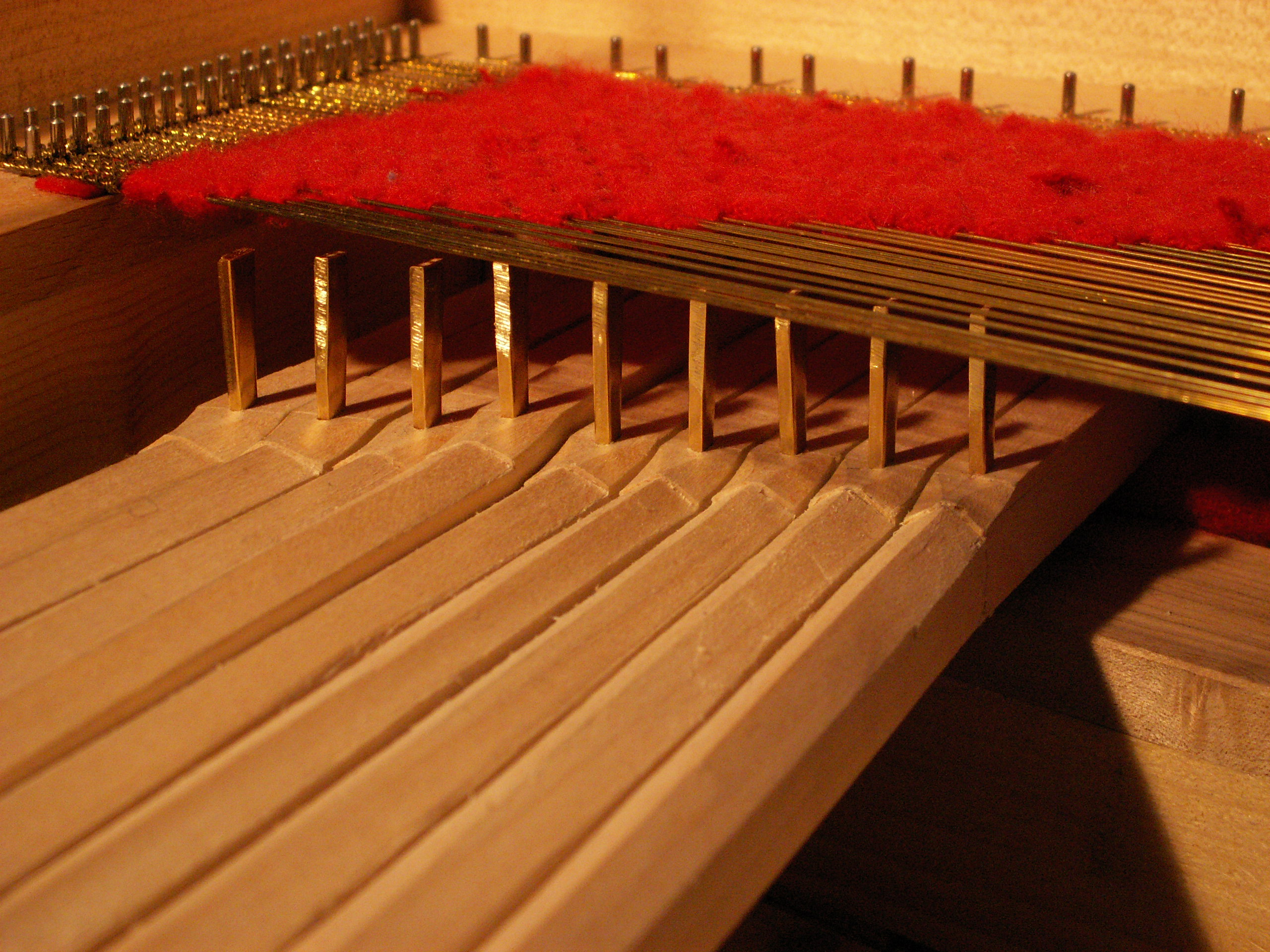
小鍵琴琴弦切線

小鍵琴的琴弦從左側的掛鉤導軌橫向延伸到右側的調弦軸。琴弦當中都是經過彎曲的木橋。鍵盤是帶有小金屬黃銅切線的槓桿, 其形狀和尺寸類似於位於遠端的平頭螺絲刀的頭部。琴弦一般都是由黃銅製成, 或者黃銅和鐵的組合，通常排列成對。按下琴鍵時，切線撞擊上方琴弦。只要按住琴鍵，它就會與琴弦保持接觸。每個音可以通過更猛或更柔和的方式來改變，並且透過改變對弦的切線的力（稱為Bebung）也可以影響音高。當放開琴鍵時，切線失去與琴弦的接觸，並且琴弦的振動會立即被阻尼布條所壓靜。
小鍵琴的彈奏動作在所有鍵盤樂器中是比較獨特的, 因為彈奏動作的一部分不但啟動聲音的振動, 同時也限定振動弦的端點, 從而確定其音高。演奏者按動琴鍵; 小鍵琴的鍵子便抬起用銅楔槌擊打琴弦發出聲音。由於演奏者的手指與聲音產生之間具有這種緊密的接觸, 小鍵琴因而成為演奏者最貼心的鍵盤樂器。儘管小鍵琴有許多或者甚至是嚴重的限制; 例如包括是彈奏出極低的音量, 但是它還是具有相當的表現力。小鍵琴和鋼琴不同的是, 小鍵琴楔槌不是立刻離開琴弦, 而是保持在弦上的壓力。這樣, 玩家的手指能夠保持在弦上的壓力, 控制小鍵琴琴鍵的持續時間和音量, 直到手指離開琴鍵, 這樣便能產生出某些微妙的音調膨脹的變化效果以及一種獨特的擊弦顫音。

#### 優點
小鍵琴可以用手指控制音量, 並且可以產生出細微的音色變化的效果, 所以它不但織體優美柔和、富有歌唱性, 而且音質清脆古朴、精緻獨特而帶有韻味。由於小鍵琴產生的音量較低, 故便於作曲家在家中勤於練習、寫曲或模仿演奏而不會打擾他人。

#### 缺點
小鍵琴的缺點是音量較弱 (約僅在 pp【極弱】∼ mp【中弱】之間), 音色不太明亮, 厚度頗差, 共鳴度低, 表現力因此顯得單薄。而且小鍵琴琴鍵較少, 音域比現代鋼琴至少少兩個8度; 一般只有4個8度, 所以音域顯得狹窄、變化較少。同時, 小鍵琴本身受到機械結構的限制, 演奏快速和節奏複雜的樂句會有一定程度上的困難, 所以它一般只適合在家中練習或在小型演奏會上使用。由於功能性不強, 音量小且不及大鍵琴, 小鍵琴後來在18世紀大鍵琴盛行的年代逐漸被取代了。

## 小鍵琴曲目
大約在1400年至1800年期間為大鍵琴和管風琴寫的大部分音樂的曲目, 其實都可以在小鍵琴上演奏。不過, 它音量不夠大，除了為柔和的巴洛克長笛或獨唱歌手提供伴奏之外; 難以參與室內樂演奏。 約翰·塞巴斯蒂安·巴哈的兒子卡爾·飛利浦·愛馬努埃爾·巴哈是該樂器的忠實支持者, 他與大多數德國同時代人都將其視為中央鍵盤樂器, 用於表演、教學、作曲和練習。在普魯士宮廷擔任樂師之前，C. P. E. 巴哈亦早已擁有擁有小鍵琴了。C. P. E. 巴哈高度重視即興表演能力。這也給當時著名的音樂理論家查爾·斯伯尼博士(Charles Burney 1726-1814), 於1772年一次前往漢堡訪問巴赫時，見到巴赫對小鍵琴的精湛運用和掌握, 留下了深刻的印象。就在巴赫去世前幾年, 即1781年, 他將他心愛的小鍵琴獻給了一位來自庫蘭 (Kurland) 的年輕貴族。雖然有琴格的小鍵琴演奏某一些曲目比較困難, 但是一些學者卻認為, 在巴哈的平均律鍵盤曲集演奏之中, 這種小鍵琴其實是可以克服這種困難的 (Loucks（1992))。
在最近的小鍵琴灌錄之中，克利斯朵夫·霍格伍德（巴哈的秘密, 韓德爾的秘密和莫扎特的秘密）的錄音開闢了新的天地。霍格伍德指出，這些著名的作曲家，通常都會在家中秘密地演奏小鍵琴。在英格蘭，作曲家赫伯特·豪威爾斯 (Herbert Howells 1892-1983）為小鍵琴（蘭伯特的小鍵琴和豪威爾斯的小鍵琴）寫了兩個重要的作品集，而斯蒂芬·道奇森 (Stephen Dodgson 1924-2013）則為小鍵琴這種樂器，寫了兩個組曲。

## 小鍵琴其他圖集

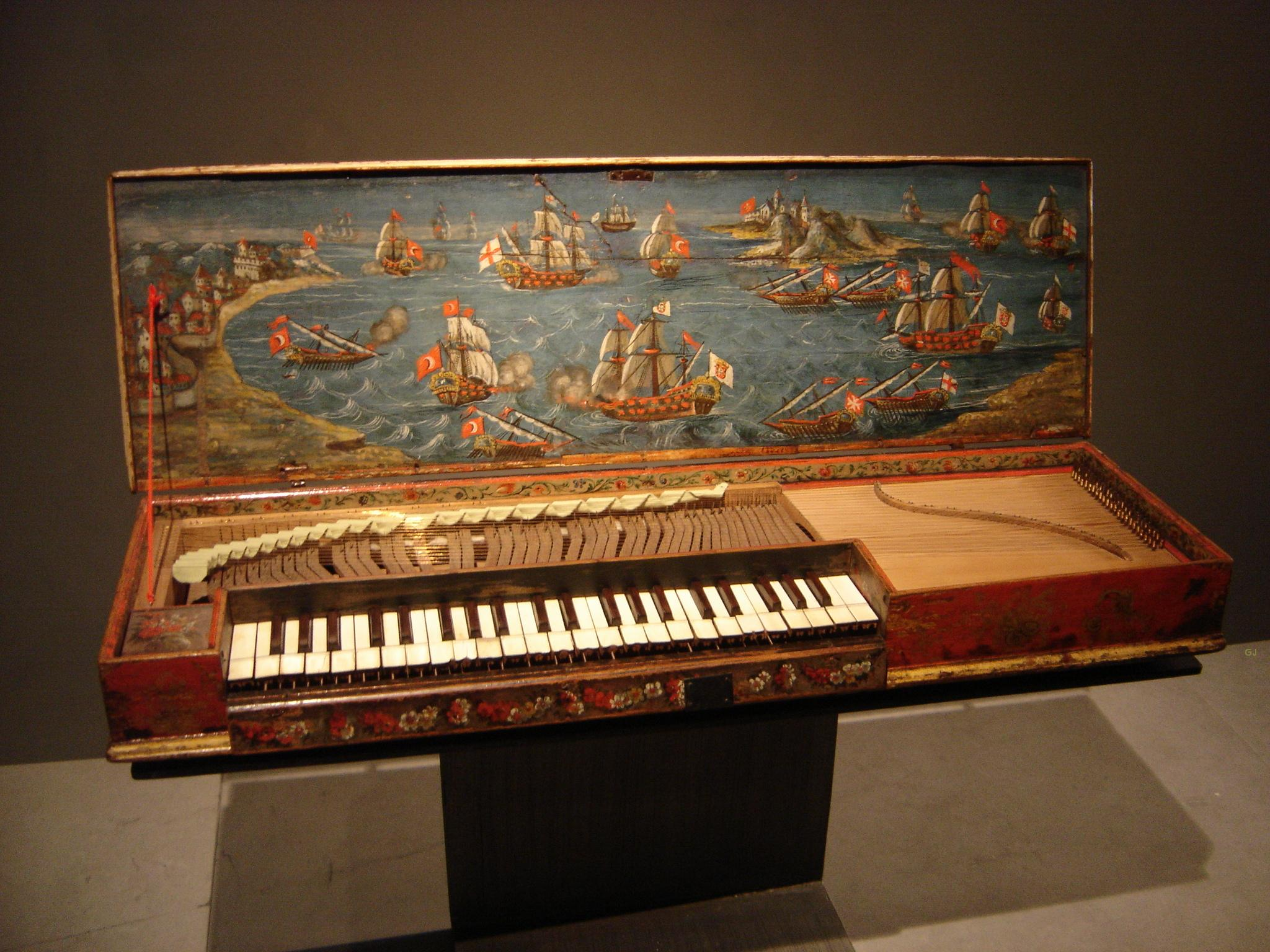
一部來自於義大利於16世紀製造的小鍵琴，現存於巴黎音樂博物館內
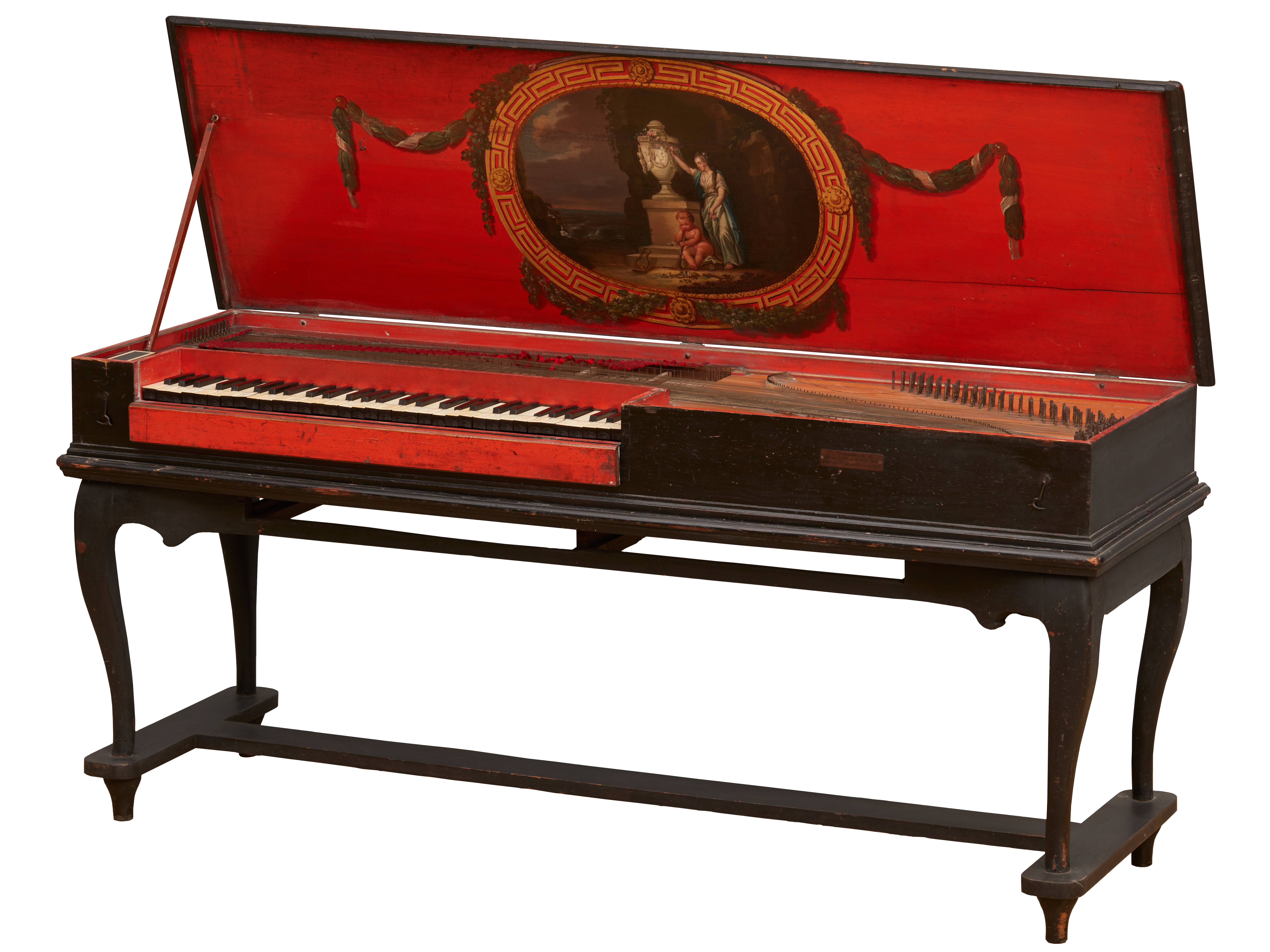
一部來自德國於1760年製造的小鍵琴, 現存於漢堡工藝美術博物館內
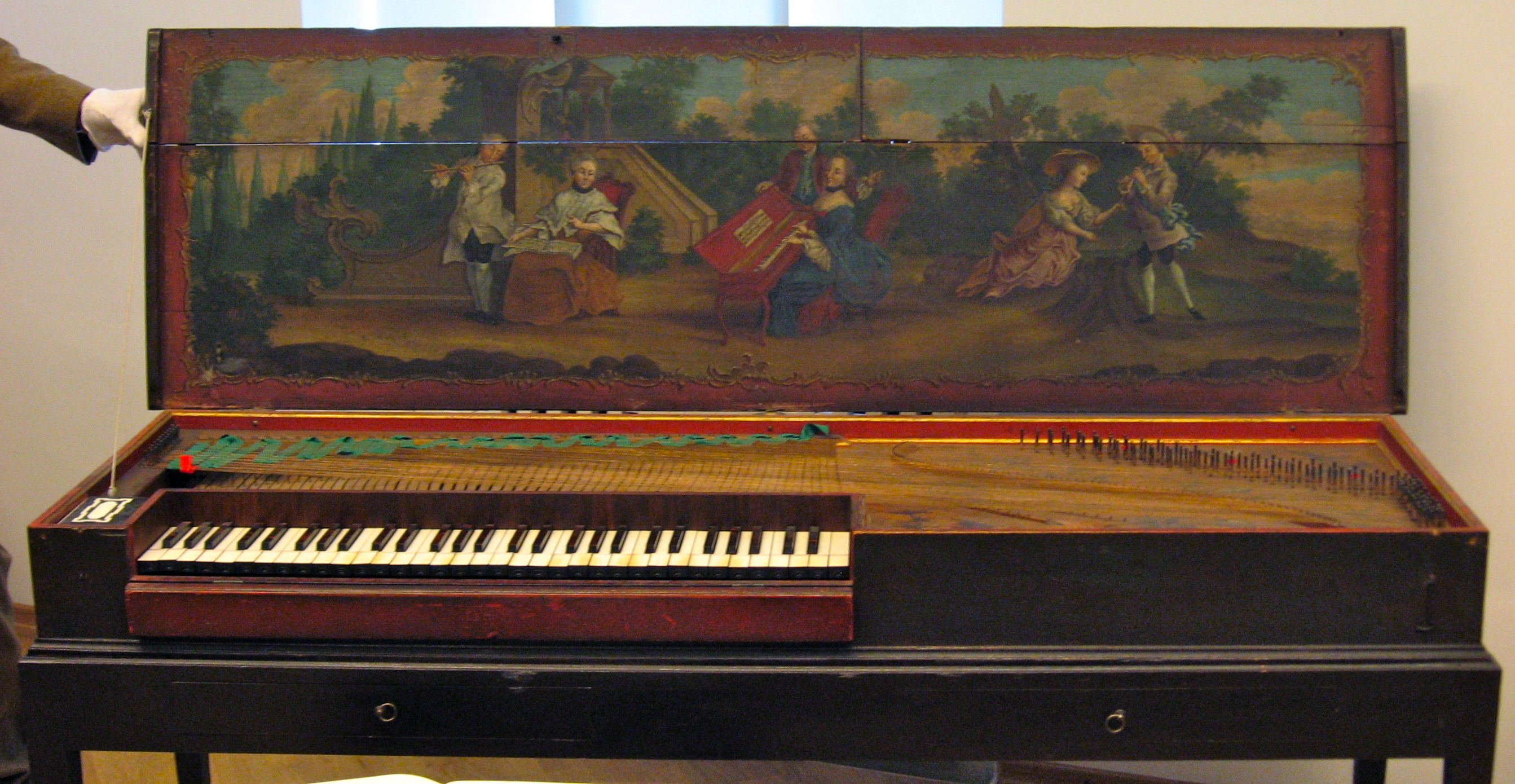
一部來自德國於1742年由Hieronymus Albrecht Hass製造的小鍵琴, 現存於漢堡工藝美術博物館內
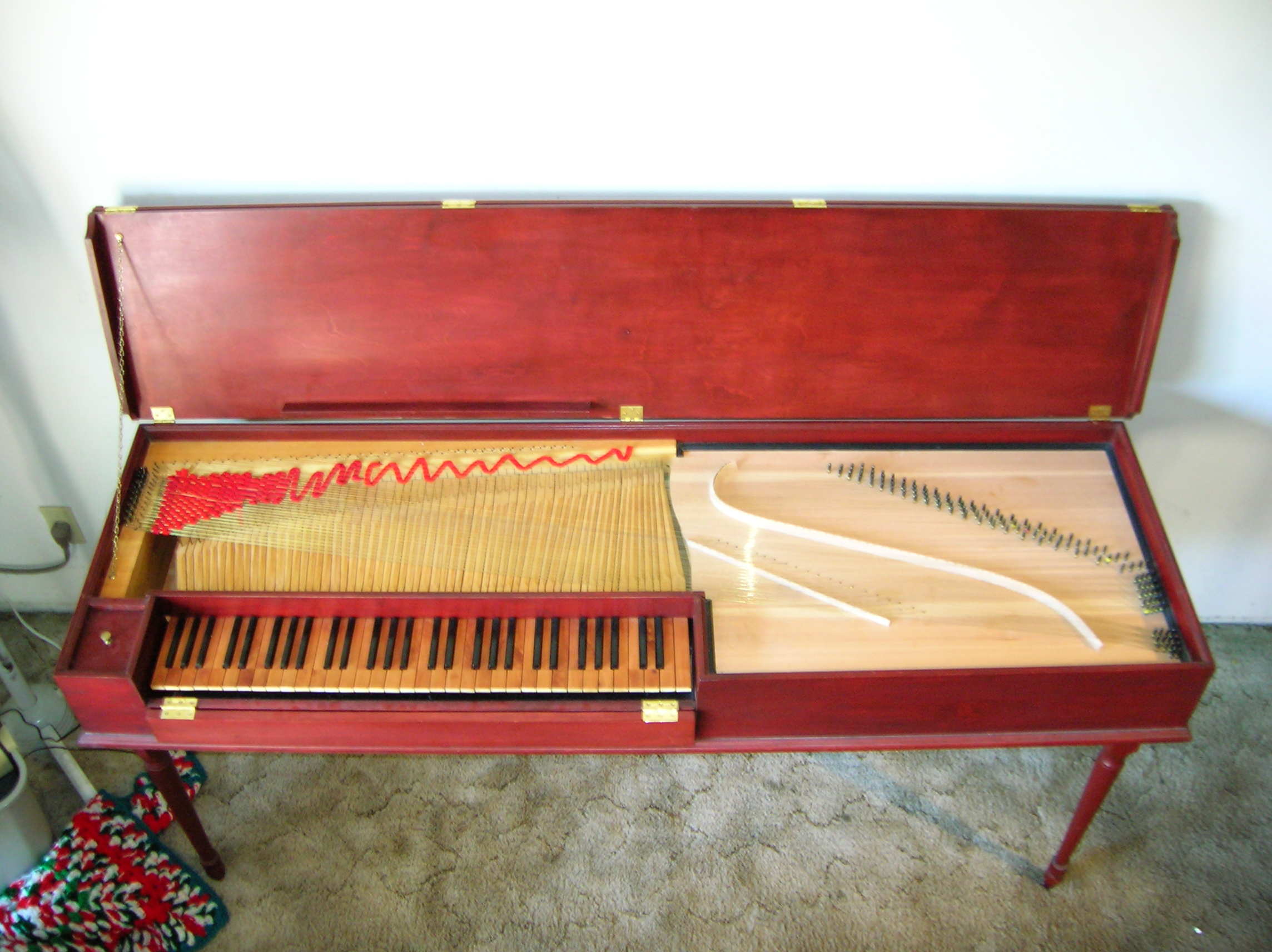
一部於2005年製造的無琴格(unfretted), 具有5個8度音階的普通小鍵琴。(木材用料:桃花心木, 楊樹和樺木)
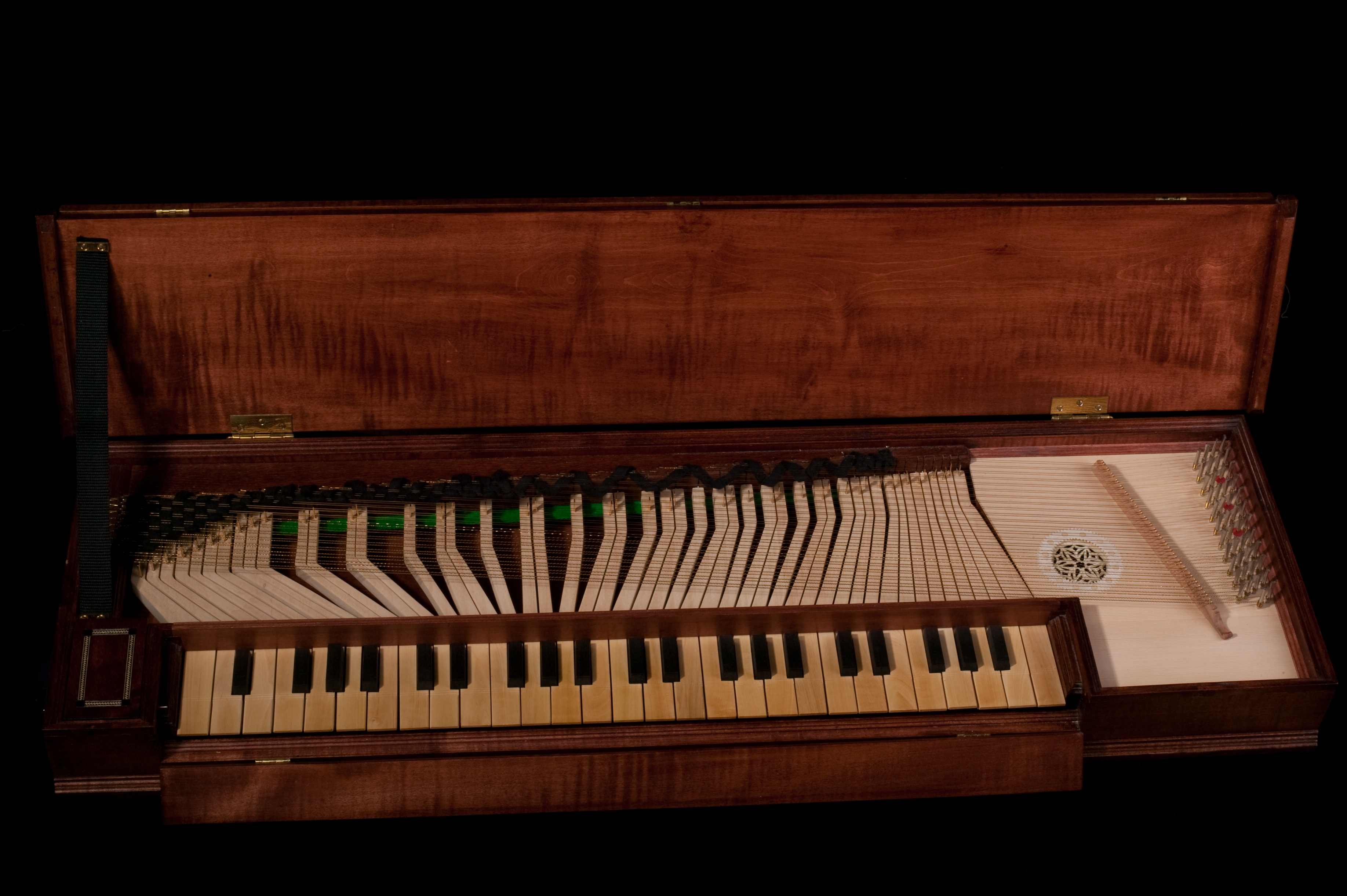
一部複製1670年由以色列·蓋林格(Israel Gellinger)製造的琴格(fretted)的小鍵琴
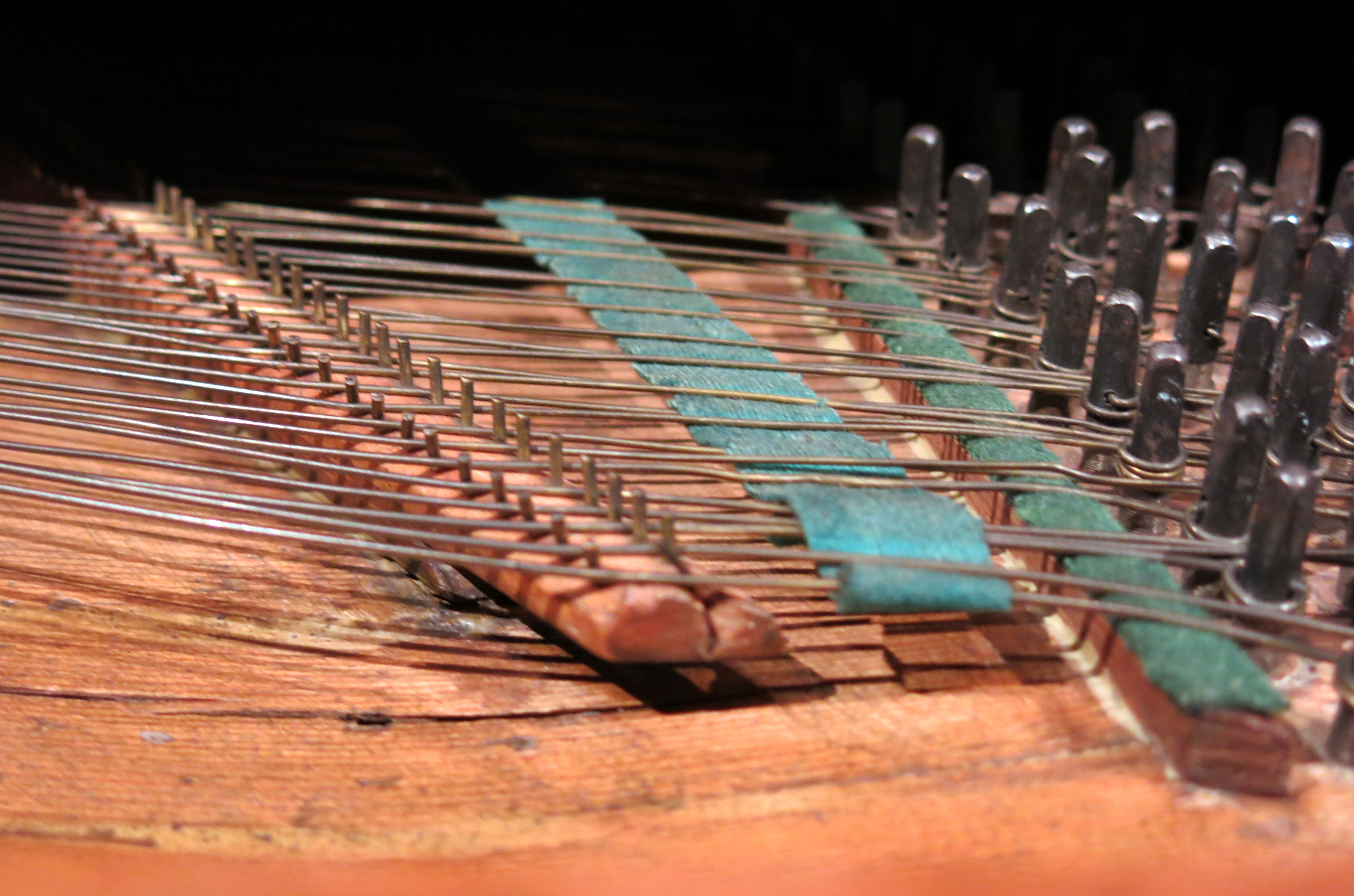
顯示其中一部小鍵琴的琴弦構造, 該部小鍵琴現存於巴塞羅那音樂博物館內

## 延伸閱讀
- （英文）Kipnis, Igor, , Routledge, 2007, ISBN 0415937655
- （英文） Brauchli, Bernard, , Cambridge University Press, 1998, ISBN 0-521-63067-3
- （英文）Jeans, Susi, , Proceedings of the Royal Musical Association, 77th Sess., 1950–1951, Oxford University Press, 1951, JSTOR 766144
- （英文）Kottick, Edward L., , Indiana University Press, 1997, ISBN 0-253-33239-7
- （英文）Riemenschneider, Albert,  2067, C.F. Peters, 1950
- （英文）Speerstra, Joel, , University of Rochester Press, 2004, ISBN 1-58046-135-2
- （英文）Williams, Peter,  2nd, Cambridge University Press: 4–6, 2003, ISBN 0-521-89115-9
- （英文）Loucks, Richard, , Performance Practice Review 5/1: 44–89, 1992

## 外部連結
小鍵琴協會：
- （英文）英國小鍵琴協會 （页面存档备份，存于）
- （英文）波士頓小鍵琴協會 （页面存档备份，存于）
- （德文）德國小鍵琴協會 （页面存档备份，存于）
- （德文）瑞士小鍵琴協會 （页面存档备份，存于）

小鍵琴製作
- （英文）如何製作小鍵琴及其步驟 （页面存档备份，存于）

相關樂器珍藏
- 美國紐約市大都會藝術博物館所珍藏歷史悠久的小鍵琴:
  - （英文）1763年 Christian Kintzing 所製造的小鍵琴 （页面存档备份，存于） 來自德國新維德市
  - （英文）1765年 John Christopher Jesse 所製造的小鍵琴 （页面存档备份，存于） 來自德國哈尔伯施塔特市
  - （英文）18世紀 School of Johann Heinrich Gräbner 所製造的小鍵琴 （页面存档备份，存于） 來自德國德勒斯登市
- 位於英國薩里郡 The Cobbe Collection Trust in association with National Trust 所珍藏的的小鍵琴:
  - （英文）非常罕有的1750-1775年西班牙或葡萄牙製造的小鍵琴 （页面存档备份，存于） 據說多梅尼科·斯卡拉蒂尤其對該等樂器演奏會非常熟悉
  - （英文）1784年由 Christian Gotthelf Hoffmann （页面存档备份，存于） 在德國的羅內堡市所製造的最具有撒克遜風格的小鍵琴

其他小鍵琴相關介紹
- （英文）小鍵琴的介紹 Bernard Brauchli （页面存档备份，存于），劍橋大學出版社
- （法文）有踏板的小鍵琴 （页面存档备份，存于），Yves Rechsteiner, 2001年
- （德文）小鍵琴的基本結構介紹 （页面存档备份，存于），Heinrich Schütz
- （荷兰文）小鍵琴國際 （页面存档备份，存于） (Het Nederlands Clavichord Genootschap & Clavichord International)

小鍵琴試聽
- （英文）樂器: 紐珀特小鍵琴 （页面存档备份，存于） 恰空F小調, J. Pachelbel，作曲 Noa Leigh Kleisen 演奏
- （英文）樂器: 紐珀特小鍵琴 （页面存档备份，存于） 意大利慢動作協奏曲, G. Sigsworth 作曲，Guy Sigsworth 演奏
- （英文）樂器: 紐珀特小鍵琴 （页面存档备份，存于） Let Them Eat Clavicake, Piet De Ridder 作曲 ，Piet De Ridder 演奏